# Csaba
Csaba (węg. Csaba, czyt. "Czaba", dosł. "pasterz") – według węgierskiego kronikarza Szymona z Keza (Kézy) najmłodszy syn Attyli. Od niego miał wywodzić się ród Arpadów i znaczniejsze rody węgierskie.

## Życiorys
Z postacią tą związana jest legenda wyjaśniająca pochodzenie Seklerów:

Po zgonie Attyli na skutek intryg książąt niemieckich, w tym i Dytryka z Bernu, doszło do wojny o władzę po nim. Książęta niemieccy poparli Aladara, syna Attyli zrodzonego z ich rodaczki, księżniczki Krymhildy. Natomiast Hunowie stanęli przy księciu Csabie, którego matka była córką greckiego cesarza Honoriusza. Między braćmi doszło do wojny. Csaba pokonany koło Sykambrii (Buda) uszedł do Grecji, a z niej do kraju Scytów leżącego na wschodzie. Inny niewielki szczep Hunów osiedlił się w Siedmiogrodzie. Po wielu latach ich potomkowie, Seklerzy zostali napadnięci przez sąsiadów. Bitwa mogła zakończyć się całkowitą ich zagładą, gdyby nie następujący cud: oto na Drodze Mlecznej pojawił się oddział wojowników-duchów pod wodzą Csaby. Zstąpiwszy na ziemię rozbił w proch nieprzyjaciół, po czym powrócił do nieba. Od tej pory Seklerzy Drogę Mleczną nazywają Drogą Wojsk. Wierzą, że Csaba pozostaje dotąd w niebie gotów ich bronić. Kiedy usłyszeli o przybyciu Węgrów wyszli im na powitanie. Obie strony ucieszyły się ze spotkania. Węgrzy powierzyli Seklerom obronę granic Siedmiogrodu.

Uważa się, że Csaba to przetworzony przez Szymona z Keza faktycznie najmłodszy syn Attyli, Ernak.    